# نظارات فرينزل

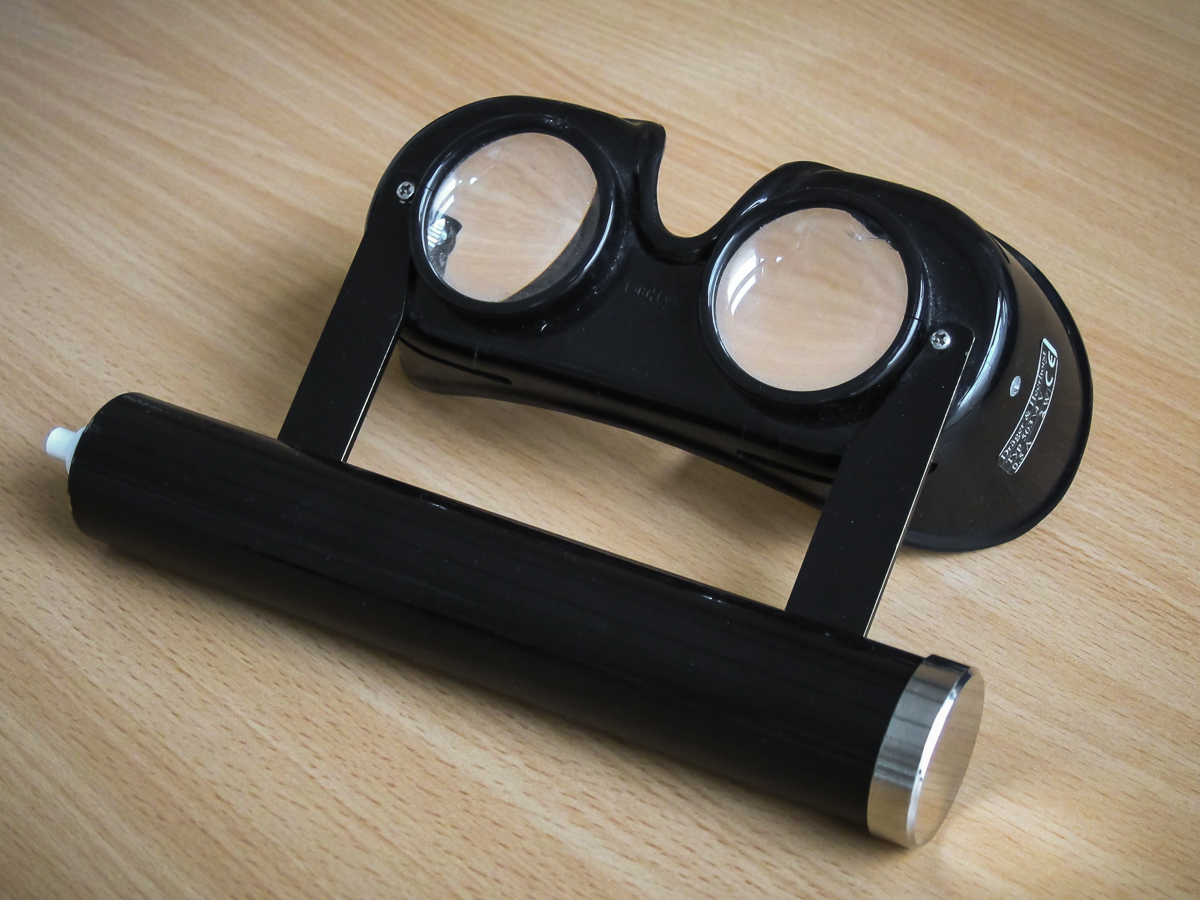
نظارات فرينزل

نظارات فرينزل هي أداة تشخيصية تستخدم في طب العين وطب الأنف والأذن والحنجرة ENT وطب السمع الدهليزي لتقييم حركة العين اللاإرادية ( الرأرأة ). تم تسميتها على اسم الطبيب الألماني فرينزل. 

## الاستخدام
الغرض من النظارات هو منع المريض من تثبيت بصره على شيء ما وفي نفس الوقت السماح للفاحص باعتيان العين بشكل مناسب. يتم ذلك باستخدام عدسات مكبرة عالية القدرة (+20 ديوبتر ) مع نظام إضاءة. مع وجود مثل هذه العدسة عالية القدرة، فمن غير المرجح أن يتمكن المريض من التركيز بشكل كافٍ وتثبيت بصره على جسم ما لمنع الرأرأة، مما يسمح للطبيب بكشف الرأرأة المرافقة لبعض الأمراض الدهليزية كالدوار وغيرها. 